# Agrochola brevipennis
Agrochola brevipennis là một loài bướm đêm trong họ Noctuidae.